# Шиндцилорц, Себастьян
Себастьян Шиндцилорц (нем. Sebastian Schindzielorz; 21 января 1979, Крапковице, Польша) — бывший немецкий футболист, выступал на позиции полузащитника.

## Биография
Шиндцилорц родился в немецкой семье, проживавшей на польской части Силезии. В 1985 году он вместе с родителями эмигрировал в Германию. Себастьян имеет двойное гражданство: польское и немецкое.

## Клубная карьера
Себастьян Шиндцилорц начал свою карьеру в 1988 году, опорным полузащитником молодёжной команды «Бохума». Через десять лет, в 1998, Себастьян первый раз смог сыграть в Бундеслиге. Его дебют состоялся 26 сентября, в матче против «Кайзерслаутерна», где он провёл на поле все 90 минут. «Бохум» выиграл матч со счётом 3:2. Первый гол Шиндцилорц забил 16 октября, на 7 минуте матча против «Мюнхена 1860», но этим он не смог помочь своей команде: «Бохум» проиграл 1:2. После истечения контракта в 2003 году Себастьян перешёл в «Кёльн».
После перехода в «Кёльн» в сезоне 2003/04 Шиндцилорц начал выступать в стартовом составе, но провёл лишь два матча, а затем получил перелом плюсны и не появлялся на поле вплоть до последнего матча сезона, где он вышел на замену на 82 минуте. В следующем сезоне Себастьян появлялся на поле 31 раз, и за свою неутомимость, прочность и постоянную готовность к работе получил прозвище «Швейная машина». После окончания контракта в 2006 году он решил попробовать себя в Типпелиге.
В Норвегии Шиндцилорц пожаловал в клуб «Старт», где заключил контракт на один год. За этот год он провёл всего два матча, и руководство клуба не захотело продлевать с ним контракт. Тогда Себастьян отправился в Грецию в «Левадиакос», где также провёл лишь один сезон. Не сумев надолго задержаться в зарубежных клубах, Шиндцилорц вернулся в Бундеслигу.
В Германии он подписал контракт с «Вольфсбургом». Первые полсезона Себастьян выступал в Регионаллиге за «Вольфсбург II», но после зимнего перерыва перешёл в основу команды. В конце сезона «Вольфсбург» стал чемпионом Германии.

## Карьера в национальной сборной
Себастьян Шиндцилорц играл в молодёжной сборной Германии. Он провёл 16 матчей и забил 1 гол.

## Достижения
- 2000 — выход в первую Бундеслигу с «Бохумом»;
- 2002 — выход в первую Бундеслигу с «Бохумом»;
- 2005 — выход в первую Бундеслигу с «Кёльном»;
- 2009 — Чемпион Германии с «Вольфсбургом».